# Incarvillea younghusbandii
Incarvillea younghusbandii là một loài thực vật có hoa trong họ Chùm ớt. Loài này được Sprague mô tả khoa học đầu tiên năm 1907.